# Uno Strano Tipo
Uno Strano Tipo (укр. «Якийсь дивний тип») — альбом з саундтреками до італійського однойменного комедійного фільму «Якийсь дивний тип» з Адріано Челентано і Клаудією Морі у головних ролях, що вийшов 1963 році на студії «Clan Celentano» (ACC. 40000).

## Опис
Альбом вийшов на LP s містив саундтреки до комедії «Якийсь дивний тип» 1963 року, автором яких був друг та колега Адріано Челентано по студії «Clan Celentano» — клавішник Детто Маріано. Композиції альбому представлені стилем рок-н-рол. Обкладинка альбому містила зображення кадру фільму з Клаудією Морі і Адріано Челентано.

## Трекліст
Сторона «А»
1. Guitar Song (Motivo Conduttore) — 1:38
2. Nel Club Delle Giaguare — 2:15
3. Ave Maria — 3:37
4. Peppino Sotto Il Tetto — 1:16
5. Pat (Madison) — 1:45
6. Peppino Sfuge Agli Inseguitori — 1:05
7. Nell'Isola Di Capri (Valzer) — 0:58
8. Hallo Boys (Twist) — 2:15

Сторона «Б»
1. 05/21 — 1:47
2. Interno Night — 3:57
3. Attentato Sulla Spiaggia — 0:56
4. Un Bambino Da Nascondere — 1:37
5. Fuga Per I Corridoi — 1:49
6. Nel Bar Dell'Albergo — 2:30
7. Nel Night Di Amalfi — 1:21
8. Nel Club Di Salerno — 1:15
9. Dormi Bambino — 1:50

## Джерело
- Альбом «Uno Strano Tipo» на сайті discogs.com [Архівовано 23 липня 2014 у Wayback Machine.]